# Latarnia morska Beachy Head
Latarnia morska Beachy Head – latarnia morska położona na skale kilkadziesiąt metrów w głąb morza od urwiska Beachy Head. Oddalona jest około 3 kilometrów na południowy zachód od Eastbourne w hrabstwie Sussex. W 2010 roku latarnia została wpisana na listę zabytków English Heritage.
Latarnia została wybudowana w 1902 roku pod kierownictwem naczelnego inżyniera Trinity House Sir Thomasa Matthewsa. W celu zbudowania leżącej około 160 metrów poniżej brzegu latarni, skonstruowano najpierw stalową platformę, którą połączono z lądem kolejką linową do przewozu robotników oraz materiału. Łącznie przetransportowano około 3660 ton granitu. Zasięg światła wynosił 26 Mm.
W 1983 roku zmodernizowano i zautomatyzowano latarnię. Stacja jest monitorowana z Trinity House Operations & Planning Centre w Harwich.
W 2011 roku zasięg światła został zmniejszony do 8 Mm, a właściciel Trinity House ogłosił, że w związku z rozwojem przyrządów nawigacyjnych, wyłączony zostaje sygnał mgłowy, oraz że nie będzie kontynuować malowania latarni na biało czerwone pasy, aż powróci na naturalnego granitowego koloru. W celu zachowania oryginalnego wyglądu latarni został zorganizowana akcja społeczna w celu uzbierania 27 tysięcy funtów, na pomalowanie latarni. Operacja malowania latarni została rozpoczęta w połowie września, a zakończona w październiku 2013 roku.